# Leonia triandra
Leonia triandra är en violväxtart som beskrevs av José Cuatrecasas. Leonia triandra ingår i släktet Leonia och familjen violväxter. Inga underarter finns listade i Catalogue of Life.